# Застава Афричке уније
Застава Афричке уније као један од најважнијих симбола Афричке уније, у садашњем облику усвојена је на XIV Конгресу Афричке уније одржаном у Адис Абеби 31. јануара 2010. године. 
Афричка унија као међународна панафричка организација основана је током 2002, и у прве две године свог постојања није имала званичне симболе. У периоду 2004−2010. у употреби је била застава некадашње Организације афричког јединства која је претходила Афричкој унији. Током 2007. је тадашњи председник Комисије Афричке уније Моамер Гадафи расписао јавни конкурс за нову заставу Уније, а једини услови су били да аутор пројекта мора бити особа афричког порекла, да основна боја на новој застави буде тамнозелена као симбол наде афричког становништва, те да државе чланице буду представљене звездицама. На конкурс је пристигло укупно 106 предлога, а међународна комисија је као најбоље решење одабрала предлог етиопијског графичког дизајнера Јадесе Боџије.
Актуелна застава Афричке уније је тамнозелене боје која симболизује наду у бољу будућност афричког становништва и направљена је у пропорцијама 2:3. У средини заставе се налази бело сунце са 53 крака који се завршавају са 53 златне звездице које симболишу сваку од држава чланица Уније. У средини белог сунца налази се бланко мапа Африке без исцртаних граница, што симболизује јединство афричког континента. 
На застави Афричке уније се и даље налазе 53 звездице, иако сама организација окупља 55 земаља чланица. Најновије чланице Уније су Јужни Судан који је постао 54. чланицом 27. јула 2011. и Мароко који је у јануару 2017. обновио чланство у овој организацији. 

## Историјске заставе
Пре усвајања нове заставе Уније у употреби је била застава некадашње Организације афричког јединства (ОАЈ) као чији симбол је служила у периоду 1970−2002. године. 
Стара застава Уније је била тробојка у чијем горњем и доњем делу су се налазила два поља зелене боје, док је у средини било поље беле боје. Поља су била раздвојена тракама златне боје. У средини заставе се налазио амблем ОАЈ који је касније постао и званичним амблемом АУ. 
Зелена боја на застави симболисала је наде и тежње афричког становништва за бољим животом и јединством, златна боја је симбол здравља и светле будућности, док је бела боја симболисала тежње ка стварању искрених пријатељстава афричких нација са нацијама широм света. Две траке црвене боје које се налазе у доњем делу амблема представљају афричку солидарност и крв свих оних који су дали своје животе у борбама за ослобођење Африке.